# Mathieu Gorgelin
Mathieu Gorgelin (Ambérieu-en-Bugey, 5 agosto 1990) è un calciatore francese, portiere del Le Havre.

## Carriera

### Club
Nel settore giovanile dell'Olympique Lione dall'età di 12 anni, il 25 giugno 2010 firma il primo contratto da professionista.
Il 15 agosto 2011 viene ceduto in prestito al Red Star. Gioca 15 partite nello Championnat National e 3 in Coupe de France, dove il Red Star viene eliminato ai trentaduesimi dall'Olympique Marsiglia.
Rientrato a Lione, nella stagione 2012-2013 fa il terzo portiere dietro a Lloris e Vercoutre senza scendere mai in campo. La stagione seguente le gerarchie non cambiano, con Gorgelin sempre terzo dopo Lopes e Vercoutre. Il 2 novembre 2013 debutta in Ligue 1 nella partita tra Lione e Guingamp, subentrando al 58º all'infortunato Lopes. La gara termina 2-0 in favore del Lione e Gorgelin riesce a mantenere la porta inviolata. In settimana esordisce anche in Europa League nella trasferta di Fiume contro i croati del Rijeka, giocando per la prima volta titolare. Subisce gol al 21º da Kramarić che determina l'1-1 finale. Scende in campo anche il successivo weekend nel derby contro il Saint-Étienne, dove il Lione vince 2-1 in trasferta e Hamouma segna il gol del momentaneo pareggio.
Il 12 maggio 2014 rinnova il contratto con il Lione per tre anni. Dopo una stagione senza presenze, nel 2015-2016 viene schierato due volte in Coupe de la Ligue nella vittoria contro il Tours e la successiva sconfitta rimediata contro il Paris Saint-Germain. Il 2 dicembre 2015 difende i pali nello 0-0 contro il Nantes.
Nella stagione 2016-2017 è titolare il 14 dicembre 2016 nell'ottavo di finale di Coupe de la Ligue contro il Guingamp. Mantiene la porta inviolata per 120', capitolando 5-6 ai calci di rigore. Disputa anche la partita di campionato del 19 febbraio 2017 vinta 4-2 contro il Digione. La stagione seguente viene impiegato in 5 partite, 4 di campionato e 1 di Coupe de la Ligue.

#### Le Havre
Svincolatosi dall'Olympique Lione, il 1º luglio 2019 si trasferisce a parametro zero al Le Havre, con cui firma un contratto triennale valido fino al 30 giugno 2022.

### Nazionale
Dopo due apparizioni in Under 20, il 24 marzo 2011 debutta con la maglia della Francia Under-21 nell'amichevole giocata a Reims contro i pari età della Spagna. I transalpini dilagano nel primo tempo, portandosi sul 3-0 con la doppietta di Rivière e il gol di Gueye. La Spagna riesce ad accorciare le distanze prima dell'intervallo con Mérida che approfitta di un'indecisione nell'uscita da parte di Gorgelin per insaccare. Nella ripresa un errore ancora più evidente del portiere francese favorisce il secondo gol spagnolo, siglato da Rios Lozano, per il definitivo 3-2 in favore dei padroni di casa.

## Statistiche

### Presenze e reti nei club
Statistiche aggiornate all'8 febbraio 2025.
| Stagione                 | Squadra                  | Campionato               | Campionato | Campionato | Coppe nazionali | Coppe nazionali | Coppe nazionali | Coppe continentali | Coppe continentali | Coppe continentali | Altre coppe | Altre coppe | Altre coppe | Totale | Totale |
| Stagione                 | Squadra                  | Comp                     | Pres       | Reti       | Comp            | Pres            | Reti            | Comp               | Pres               | Reti               | Comp        | Pres        | Reti        | Pres   | Reti   |
| ------------------------ | ------------------------ | ------------------------ | ---------- | ---------- | --------------- | --------------- | --------------- | ------------------ | ------------------ | ------------------ | ----------- | ----------- | ----------- | ------ | ------ |
| 2010-2011                | Olympique Lione 2        | CFA                      | 26         | -29        | -               | -               | -               | -                  | -                  | -                  | -           | -           | -           | 26     | -29    |
| 2011-2012                | Red Star                 | N                        | 15         | -25        | CF+CdL          | 3+0             | -5 + 0          | -                  | -                  | -                  | -           | -           | -           | 18     | -30    |
| 2012-2013                | Olympique Lione 2        | CFA                      | 9          | -7         | -               | -               | -               | -                  | -                  | -                  | -           | -           | -           | 9      | -7     |
| 2013-2014                | Olympique Lione 2        | CFA                      | 2          | -5         | -               | -               | -               | -                  | -                  | -                  | -           | -           | -           | 2      | -5     |
| 2016-2017                | Olympique Lione 2        | CFA                      | 2          | -3         | -               | -               | -               | -                  | -                  | -                  | -           | -           | -           | 2      | -3     |
| 2017-2018                | Olympique Lione 2        | CFA                      | 1          | -1         | -               | -               | -               | -                  | -                  | -                  | -           | -           | -           | 1      | -1     |
| 2018-2019                | Olympique Lione 2        | CFA                      | 3          | -3         | -               | -               | -               | -                  | -                  | -                  | -           | -           | -           | 3      | -3     |
| Totale Olympique Lione 2 | Totale Olympique Lione 2 | Totale Olympique Lione 2 | 43         | -48        |                 | -               | -               |                    | -                  | -                  |             | -           | -           | 43     | -48    |
| 2012-2013                | Olympique Lione          | L1                       | 0          | 0          | CF+CdL          | -               | -               | UEL                | -                  | -                  | SF          | -           | -           | 0      | 0      |
| 2013-2014                | Olympique Lione          | L1                       | 2          | -1         | CF+CdL          | 0               | 0               | UCL+UEL            | 0+1                | -1                 | -           | -           | -           | 3      | -2     |
| 2014-2015                | Olympique Lione          | L1                       | 0          | 0          | CF+CdL          | 0               | 0               | UEL                | 0                  | 0                  | -           | -           | -           | 0      | 0      |
| 2015-2016                | Olympique Lione          | L1                       | 1          | 0          | CF+CdL          | 0+2             | -3              | UCL                | 0                  | 0                  | SF          | -           | -           | 3      | -3     |
| 2016-2017                | Olympique Lione          | L1                       | 1          | -2         | CF+CdL          | 0+1             | -2              | UCL+UEL            | 0                  | 0                  | SF          | 0           | 0           | 2      | -4     |
| 2017-2018                | Olympique Lione          | L1                       | 4          | -6         | CF+CdL          | 0+1             | -4              | UEL                | 0                  | 0                  | -           | -           | -           | 5      | -10    |
| 2018-2019                | Olympique Lione          | L1                       | 4          | -5         | CF+CdL          | 0+2             | -4              | UCL                | 1                  | -3                 | -           | -           | -           | 7      | -12    |
| Totale Olympique Lione   | Totale Olympique Lione   | Totale Olympique Lione   | 12         | -14        |                 | 6               | -13             |                    | 2                  | -4                 |             | 0           | 0           | 20     | -31    |
| 2021-2022                | Le Havre 2               | CFA2                     | 1          | -2         | -               | -               | -               | -                  | -                  | -                  | -           | -           | -           | 1      | -2     |
| 2019-2020                | Le Havre                 | L2                       | 28         | -25        | CF+CdL          | 1+0             | -3 + 0          | -                  | -                  | -                  | -           | -           | -           | 29     | -28    |
| 2020-2021                | Le Havre                 | L2                       | 36         | -45        | CF              | 0               | 0               | -                  | -                  | -                  | -           | -           | -           | 36     | -45    |
| 2021-2022                | Le Havre                 | L2                       | 4          | -6         | CF              | 2               | 0               | -                  | -                  | -                  | -           | -           | -           | 6      | -6     |
| 2022-2023                | Le Havre                 | L2                       | 7          | -3         | CF              | 1               | -3              | -                  | -                  | -                  | -           | -           | -           | 8      | -6     |
| 2023-2024                | Le Havre                 | L1                       | 1          | -2         | CF              | 2               | -3              | -                  | -                  | -                  | -           | -           | -           | 3      | -5     |
| 2024-2025                | Le Havre                 | L1                       | 4          | -4         | CF              | 1               | -1              | -                  | -                  | -                  | -           | -           | -           | 5      | -5     |
| Totale Le Havre          | Totale Le Havre          | Totale Le Havre          | 80         | -85        |                 | 7               | -10             |                    | -                  | -                  |             | -           | -           | 87     | -95    |
| Totale carriera          | Totale carriera          | Totale carriera          | 151        | -174       |                 | 16              | -28             |                    | 2                  | -4                 |             | 0           | 0           | 169    | -206   |

### Cronologia presenze e reti in nazionale
| Cronologia completa delle presenze e delle reti in nazionale ― Francia under 21 | Cronologia completa delle presenze e delle reti in nazionale ― Francia under 21 | Cronologia completa delle presenze e delle reti in nazionale ― Francia under 21 | Cronologia completa delle presenze e delle reti in nazionale ― Francia under 21 | Cronologia completa delle presenze e delle reti in nazionale ― Francia under 21 | Cronologia completa delle presenze e delle reti in nazionale ― Francia under 21 | Cronologia completa delle presenze e delle reti in nazionale ― Francia under 21 | Cronologia completa delle presenze e delle reti in nazionale ― Francia under 21 |
| Data                                                                            | Città                                                                           | In casa                                                                         | Risultato                                                                       | Ospiti                                                                          | Competizione                                                                    | Reti                                                                            | Note                                                                            |
| ------------------------------------------------------------------------------- | ------------------------------------------------------------------------------- | ------------------------------------------------------------------------------- | ------------------------------------------------------------------------------- | ------------------------------------------------------------------------------- | ------------------------------------------------------------------------------- | ------------------------------------------------------------------------------- | ------------------------------------------------------------------------------- |
| 24-3-2011                                                                       | Reims                                                                           | Francia under 21                                                                | 3 – 2                                                                           | Spagna under 21                                                                 | Amichevole                                                                      | -2                                                                              |                                                                                 |
| Totale                                                                          |                                                                                 | Presenze                                                                        | 1                                                                               |                                                                                 | Reti                                                                            | -2                                                                              |                                                                                 |

## Palmarès

### Club

#### Competizioni nazionali
- Campionato francese di seconda divisione: 1

Le Havre: 2022-2023